# Lomanthus bangii
Lomanthus es un género monotípico de plantas herbáceas perteneciente a la familia de las asteráceas. Su única especie: Lomanthus bangii, es originaria de Sudamérica. 

## Descripción
Es un subarbusto perennifolio que se encuentra a una altitud de 3000 a 3700 de Bolivia y Argentina en Jujuy y Salta.

## Taxonomía
Lomanthus bangii fue descrita por (Rusby) B.Nord. & Pelser  y publicado en Compositae Newsletter 47: 37. 2009.